# Kompung Rou
Kompung Rou es uno de los siete distritos que forman la provincia camboyana de Svay Rieng, con una población estimada en marzo de 2008 de 57 732 habitantes. Está dividido en las siguientes  comunas (khum), que se muestran asimismo con población estimada de 2008:
- Banteay Krang 2,288
- Ksetr 9,347
- Nhor 6,438
- Preah Ponlea 4,381
- Prey Thum 2,797
- Reach Montir 3,159
- Samlei 6,456
- Samyaong 2,195
- Svay Ta Yean 8,524
- Thmei 5,498
- Tnaot 6,649[1]